# Lazo Babić
Lazo Babić (en cirílico: Лазо Бабић), (Crna Rijeka próximo a Bosanski Novi, 27 de mayo de 1946) es un coronel retirado que se inició en el Ejército Popular Yugoslavo (JNA) perteneció al Ejército de la Republika Srpska Krajina (SVK). 
Participó durante la Guerra de Croacia en Eslavonia Occidental y de la Guerra de Bosnia. Fue comandante del Regimiento de Artillería Antitanque Mixto 1 del Ejército de la Republika Srpska (VRS) y del 18.º Cuerpo del Srpska Vojska Krajina.

## Biografía
Se graduó de la escuela secundaria en 1966 en Bosanski Novi. Egresó de la Academia del Ejército en Belgrado como Teniente de Artillería el 31 de julio de 1971.
Cursó en la Academia de Comando y Estado Mayor del Ejército en 1988.

### Servicios durante las Guerras Yugoslavas
Sirvió en las guarniciones de Ribnica, Postojna y Banja Luka. Completó su servicio en el JNA como comandante del 5.º Regimiento de Artillería Antitanque (5.º Cuerpo) con el grado de teniente coronel.
En el VRS fue comandante de 1.º Regimiento de Artillería Mixta Antitanque (1.º Cuerpo). Fue herido a fines de 1992 en las cercanías de Jajce. Después de su tratamiento, continuó su servicio en el Ejército de la República Serbia de Krajina. Fue ascendido a coronel el 7 de enero de 1993.
Se desempeñó como jefe de Estado Mayor del 18 Cuerpo del Srpska Vojska Krajina mientras el Coronel Milan Čeleketić  (30 de enero de 1993 - 22 de febrero de 1994) se desempeñaba como comandante. Cuando Čeleketić fue nombrado Jefe del Estado Mayor del Ejército de la República Serbia de Krajina, Babić lo reemplazó en el cargo.
El 23 de marzo de 1995, Croacia se quejó ante la Asamblea General de las Naciones Unidas por la intromisión de la República Federal de Yugoslava en su país difundiendo un listado de 51 ex-oficiales del JNA que entonces prestaban servicios en el Ejército de Yugoslavia y que fueron enviados a desempeñar actividades en territorios de Croacia. La queja detallaba que los sueldos eran pagados por el Gobierno de la República Federal de Yugoslavia (Serbia y Montenegro). Entre ellos figuraba el Babić como comandante del 18 Cuerpo.

### Actividad durante la Operación Bljesak
El Coronel Babić se desempeñaba como Comandante del 18.º Cuerpo cuando se originó la crisis que conducirá al desarrollo de la Operación Bljesak por parte del Ejército Croata y la Policía Especial del Ministerio del Interior (MUP) a partir del el 1 de mayo  de 1995. A través de esta operación, los croatas derrotaron a las tropas bajo el mando de Babić cuya misión era la defensa de la Región Autónoma Serbia de Eslavonia Occidental.
En julio de 1995 se expidió la comisión establecida por la Asamblea de la RSK para analizar los hechos que condujeron a la derrota serbia en Eslavonia Occidental. A través de su informe fue acusado como responsable de violar un acuerdo internacional y por la mala conducción del cuerpo bajo su comando. La primera acusación se refería al cierre de la autopista Zagreb - Belgrado (E70), estipulado en el acuerdo económico del 2 de diciembre de 1994. En cuanto a la mala organización del comando y conducción de las operaciones de combate, se señaló que el puesto comando no fue adelantado al lugar de las principales operaciones; se desplegó oficiales del estado mayor a los comandos de brigada en vez de emplearlos para la conducción del cuerpo; se constituyó como oficiales de operaciones a personal sin experiencia; se impartieron órdenes contradictorias para la evacuación; no se integró a la PJM en el sistema defensivo; etc.
Se retiró el 1 de enero de 1996.

## Condecoraciones
Otorgadas por el JNA:
- Medalla al Mérito Militar.
- Orden del mérito militar con espadas de plata.
- Orden de trabajo de corona de plata.

Otorgadas por el VRS:
- Orden de la Estrella de Karadjordje del 3.º Orden.

## Lectura Complementaria
18.º Cuerpo del Srpska Vojska Krajina.
Operación Bljesak.
Orden de Batalla de las Fuerzas Serbias - Operación Bljesak.